# Pechota marginalis
Pechota marginalis is een hooiwagen uit de familie Assamiidae.